# SummerSlam (2005)
SummerSlam 2005 est le dix-huitième SummerSlam, pay-per-view de catch produit par la World Wrestling Entertainment. Il s'est déroulé le 21 août 2005 au MCI Center de Washington.

## Résultats
| #                                                                | Match                                                       | Stipulation                                         | Durée |
| ---------------------------------------------------------------- | ----------------------------------------------------------- | --------------------------------------------------- | ----- |
| Dark Match                                                       | Chris Masters bat The Hurricane (avec Rosey et Super Stacy) | Sunday Night Heat Match                             | 1:56  |
| 1                                                                | Chris Benoit bat Orlando Jordan (c)                         | Match Simple pour le WWE United States Championship | 00:25 |
| 2                                                                | Edge (avec Lita) bat Matt Hardy                             | Match Simple                                        | 4:50  |
| 3                                                                | Rey Mysterio bat Eddie Guerrero                             | Ladder Match pour la garde de Dominick              | 20:19 |
| 4                                                                | Kurt Angle bat Eugene (avec Christy Hemme)                  | Match sans limite de temps                          | 4:31  |
| 5                                                                | Randy Orton bat The Undertaker                              | Match Simple                                        | 17:17 |
| 6                                                                | John Cena (c) bat Chris Jericho                             | Match Simple pour le WWE Championship               | 14:49 |
| 7                                                                | Batista (c) bat JBL                                         | Match Simple pour le World Heavyweight Championship | 9:05  |
| 8                                                                | Hulk Hogan bat Shawn Michaels                               | Legend vs Icon Match                                | 21:24 |
| (c) désigne le(s) champion(s) défendant son titre dans le match. |                                                             |                                                     |       |